# Martin Kesici

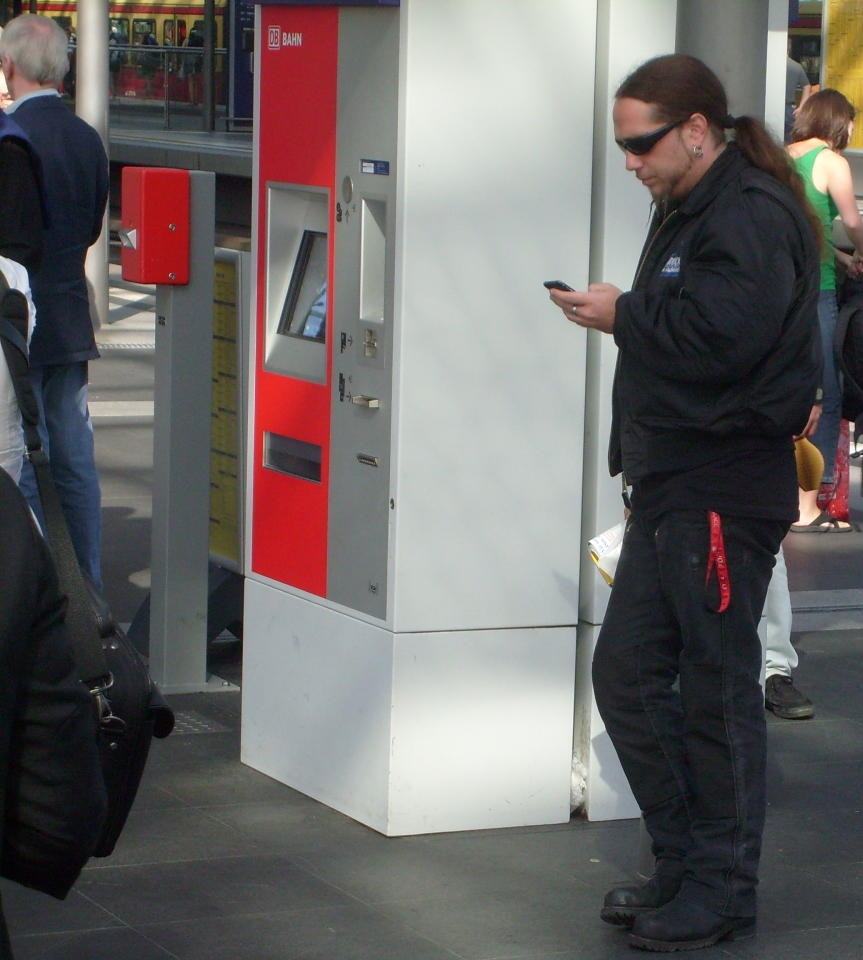
Martin Kesici (2009)

Martin Kesici (Berlin, 19 de Abril de 1973) é um cantor e compositor alemão. Foi o guitarrista e vocalista principal da banda Enrichment. 
Seu primeiro single solo "Angel Of Berlin" alcançou a primeira posição das listas de singles na Alemanha.
Em 2005, Martin fez um dueto com Tarja Turunen no single "Leaving You for Me".

## Discografia
- 2003: Angel Of Berlin (Single)
- 2003: EM KAY
- 2003: Losing Game (Single)
- 2004: All For Love  (Single)
- 2004: Hang On (Single)
- 2004: Egotrippin'  (Single)
- 2005: Leaving You For Me (com Tarja Turunen) (Single)
- 2005: So What ...?! - eMKay II